# Gankutsuō
Gankutsuō (jap. 巌窟王, dt. „Höhlenkönig“) ist eine japanische Anime-Serie aus dem Studio Gonzo. In Japan wurde die Serie von Oktober 2004 bis März 2005 ausgestrahlt. Die Handlung des Animes orientiert sich am Buch Der Graf von Monte Christo, wobei jedoch die Geschichte in das Jahr 5053 verlegt wurde. Basierend auf dem Anime erschien später auch ein Manga. Der Titel geht auf den Titel der japanischen Übersetzung von Graf von Monte Christo zurück.

## Handlung
Im Jahr 5053 macht Albert de Morcerf, ein junger Adliger vom Planeten Paris, mit seinem besten Freund Franz eine Reise zum Planeten Luna. Denn der materielle Überfluss im elterlichen Haus langweilt ihn und er sehnt sich nach Abwechslung. Auf Luna angekommen, trifft er den reichen Graf von Monte Christo. Albert ist von ihm fasziniert und möchte ihn unbedingt kennenlernen. Der Graf und Albert werden gute Freunde, ganz im Gegensatz zu Franz, der dem Grafen misstrauisch gegenübersteht. Als Albert in Gefangenschaft einer Diebesbande gerät, wird er vom Grafen befreit, der von nun an sein volles Vertrauen genießt. Albert lädt den Grafen nach Paris ein, um ihn dort seiner Familie vorzustellen und in den Adel einzuführen.
In Paris angekommen, stellt sich der Graf den drei mächtigsten Familien der Stadt vor: den Morcerfs, Danglars und Villeforts. Zusammen bilden diese die Organisation „The Fall“, die auf Paris die Macht innehat. Doch weiß Albert nicht, dass sein Vater den Grafen früher hereingelegt hat und ihm seine Verlobte ausspannte. Damals hieß er noch Edmont Dantes und wurde durch eine Intrige all seines Reichtums beraubt und ins Exil verbannt. Nun will sich der Graf rächen und nutzt dafür seine Kontakte in die Unterwelt. So geraten Albert und seine Freunde immer tiefer in das Netz der vom Grafen gesponnenen Intrigen. Dabei will Albert nicht vom Grafen lassen und verliert so viele seiner alten Freude, wird selbst isoliert. Und während die Pläne des Grafen erste Früchte tragen, wird er von Zweifeln an der Richtigkeit seines Tuns geplagt.

## Veröffentlichungen

### Anime
Regisseur der Serie war Mahiro Maeda, auf dessen Idee der Anime auch beruht. Das Konzept einer Umsetzung des Grafen von Monte Christo als Anime in Science-Fiction-Umgebung entwickelte Maeda bereits längere Zeit, konnte es nur technisch nicht umsetzen. Die Idee sei entstanden beim Lesen des Romans The Stars, My Destination von Alfred Bester von 1956. Von einer Adaption des Romans rückte Maeda ab, da dessen Lizenzinhaber nicht zustimmten. Um die Geschichte dennoch leicht zugänglich zu halten, ohne dem Zuschauer den historischen Hintergrund des Originals von Dumas erklären zu müssen, versetzte Maeda dessen Handlung mit den Ideen von Bester in die Zukunft. Dabei wählte er statt des Grafen den jungen Sohn Morcerf als Hauptfigur, aus dessen Perspektive sich dem Zuschauer die Zusammenhänge langsam erschließen. Auch setzt die Geschichte sehr viel später an als bei Dumas – die Vergangenheit des Grafen wird erst im Laufe der Serie in Rückblicken aufgedeckt.
Die Drehbücher schrieben Natsuko Takahashi und Tomohiro Yamashita. Das Charakterdesign entwickelte Hidenori Matsubara nach den Vorlagen Maedas. Für die künstlerische Leitung waren Hiroshi Sasaki und Yūsuke Takeda verantwortlich. Beim Studio Gonzo entstanden 24 Folgen mit je 25 Minuten Laufzeit. Für diese wurden alle Schauplätze am Computer in 3D modelliert, ebenso die Bewegung der Figuren. Über diese wurde dann die in 2D entwickelte Kleidung und Oberflächen gelegt. Für die Darstellung der historischen architektonischen Elemente in der Stadt reiste das Team nach Paris und studierte die dortige Architektur.
In Japan lief die Serie vom 5. Oktober 2004 bis zum 29. März 2005 auf den Fernsehsendern Animax und TV Asahi. Außerhalb Japans wurde die Serie auch in Singapur, Indien, Thailand, den Philippinen, Indonesien, Südkorea, Venezuela, Mexiko, Argentinien, Spanien und Brasilien von Animax ausgestrahlt, in Frankreich von France 4. In den USA wurde Gankutsuō von ImaginAsian ausgestrahlt. Übersetzt wurde die Serie ins Englische, Französische, Spanische, Italienische, Portugiesische und in Tagalog. Auf DVD wurde die Serie in Nordamerika von Geneon Entertainment unter dem Titel Gankutsuou: The Count of Monte Cristo auf sechs DVDs veröffentlicht. In Australien und Neuseeland übernahm Madman Entertainment den Vertrieb. Auch in Frankreich und Italien wurde die Serie auf DVD veröffentlicht.
In Deutschland erschien die Serie erstmals ab dem 19. August 2021 bei KSM Anime auf DVD und Blu-ray. Mit Stand Ende 2024 ist sie auf Amazon Prime Video unter dem Titel Der Graf von Monte Christo: Gankutsuou abrufbar.

#### Synchronsprecher
| Rolle                                        | japanischer Sprecher (Seiyū) | deutscher Sprecher |
| -------------------------------------------- | ---------------------------- | ------------------ |
| Le Comte de Monte-Cristo                     | Jōji Nakata                  | Torsten Münchow    |
| Vicomte Albert de Morcerf                    | Jun Fukuyama                 | Henning Nöhren     |
| Le Baron Franz d'Epinay                      | Daisuke Hirakawa             | Johannes Semm      |
| Maximilien Morrel                            | Tetsu Inada                  | Christos Topoulos  |
| Eugénie de Danglars                          | Chie Nakamura                | Leoni Oeffinger    |
| Général Fernand de Morcerf (Fernand Mondego) | Jūrōta Kosugi                | Mark Bremer        |
| Mercédès de Morcerf (Mercédès Herrera)       | Kikuko Inoue                 | Marion von Stengel |
| Le Baron Jullian Danglars                    | Shinpachi Tsuji              | Wolfgang Berger    |
| Gerard de Villefort                          | Yōsuke Akimoto               | Jürgen Holdorf     |
| Valentine de Villefort                       | Junko Miura                  | Dorothee Sturz     |
| Haydée                                       | Akiko Yajima                 | Maria Wardzinska   |
| Marquis Andrea Cavalcanti / Benedette        | Tomokazu Seki                | Jesse Grimm        |

#### Musik
Als Vorspanntitel wählte man das Lied We Were Lovers von Jean-Jacques Burnel (Sänger und Bassist der Band The Stranglers), welcher auch den Text zum Lied geschrieben hat. Das Lied basiert auf einer Komposition von Frédéric Chopin, der Étude Op. 10, No. 3. Als Abspanntitel verwendete man das Lied You Won't See Me Coming, welches ebenfalls von Jean-Jacques Burnel stammt. Des Weiteren kann man in der Serie weitere Teile von Kompositionen von berühmten Komponisten hören, wie zum Beispiel aus der Manfred-Sinfonie von Pjotr Iljitsch Tschaikowski, der Lucia-di-Lammermoor-Oper von Gaetano Donizetti oder dem 2. Klavierkonzert von Sergei Wassiljewitsch Rachmaninow.

### Manga
Basierend auf dem Anime erschien von Ausgabe 5/2005 (25. März 2005) bis 5/2008 (25. März 2008) im Magazin Afternoon ein Manga mit den Texten des Drehbuchautors Yura Ariwara und den Zeichnungen von Mahiro Maeda. Die Kapitel wurden in drei Sammelbänden (Tankōbon) zusammengefasst. In den USA wird der Manga von Del Rey Manga veröffentlicht.

## Rezeption
Die deutsche Animania lobt den Anime vor allem für die gelungene visuelle Umsetzung. Die Serie „glänzt im wahrsten Sinne des Wortes mit Lichteffekten“ und nutze die technischen Möglichkeiten seiner Zeit, der Kombination von 2D- und 3D-Animation, voll aus. Der Planet Paris sei in seinem „düsteren Gothic-Look“ und „herrlich schaurige Atmosphäre“ der düsteren Straßenzüge mit „Bravour gelungen“ und beeindrucke durch Detailverliebtheit. Auch in der detailliert gestalteten, reflektierenden Kleidung der Charaktere spiegele sich der Gothic-Look wider. Die Handlung sei „spannend gestrickt“ und die Entwicklung der Intrigen gelungen inszeniert und mit cineastischem Geschick in Szene gesetzt. Neben Spannung und Action biete die Serie auch „einen Hauch Erotik“ und einen passenden Soundtrack. Insgesamt sei Mahiro maeda mit Gankutsuō die Umsetzung seiner Visionen in einem technischen Meisterwerk gelungen.
Die Anime Encyclopedia nennt die Serie ein „Juwel unter den Animes des beginnenden 21. Jahrhunderts“ mit einer „ergreifenden Handlung“, „barocker Extravaganz“ und einem selten so großem Reichtum im visuellen Stil. Auch die Musik sei eine „interessante Wahl“. Stig Høgset von THEM Anime Reviews schrieb, die Serie sei meist wunderschön, jedoch „manchmal sehr anspruchsvoll für das Auge“. Bei Anime News Network wurde Gankutsuou von Theron Martin als Serie des Jahres ausgezeichnet. Auch bei der zehnten Animation Kobe Fair gewann die Serie die Auszeichnung für die beste Fernsehserie des Jahres. Helen McCarthy schreibt der Serie in 500 Essential Anime Movies einen „blendenden visuelle Einfallsreichtum“ zu.